# Plateaux (Togo)
Plateaux is een van de regio's van Togo in het zuiden van het land. Anno 2006 telde de regio van net geen 17.000 vierkante kilometer bijna anderhalf miljoen inwoners. De regiohoofdstad is Atakpamé.

## Grenzen
De regio Plateaux grenst aan twee andere regio's:
- Centrale in het noorden.
- Maritime in het zuiden.

Plateaux heeft ook een grens met twee buurlanden van Togo:
- De departementen (van noord naar zuid) Collines, Zou en Couffo van Benin in het oosten.
- De regio Volta van Ghana in het westen.

## Prefecturen
De regio is verder opgedeeld in negen prefecturen

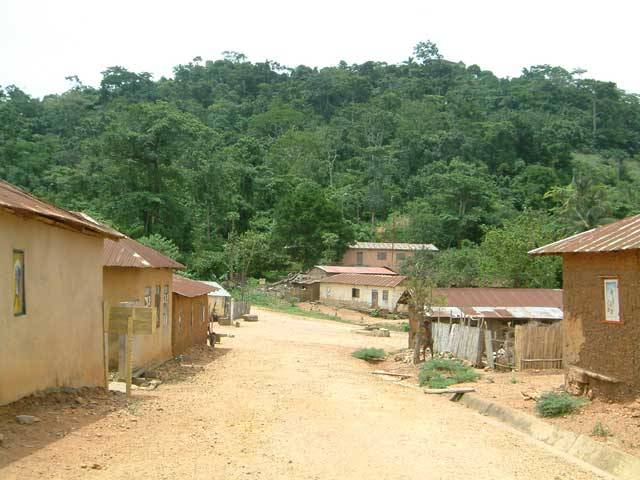
Een dorp in de regio Plateaux.

:
- Agou
- Amou
- Danyi
- Est-Mono
- Haho
- Kloto
- Moyen-Mono
- Ogou
- Wawa

Centrale · Kara · Maritime · Plateaux · Savanes